# レンツィア (小惑星)
レンツィア(1204 Renzia)は、直径11-25kmの火星横断小惑星である。1931年10月6日にカール・ラインムートがハイデルベルクのケーニッヒシュトゥール天文台で発見した。当初は1931 RKという仮符号が付けられた。ドイツ、ロシアの天文学者フランツ・ロベルト・レンツの名前に因んで命名された。